# Berkesd
Berkesd é um município da Hungria, situado no condado de Baranya. Tem 19,04 km² de área e sua população em 2019 foi estimada em 820 habitantes.